# Bourletiella arvalis
Bourletiella arvalis är en urinsektsart som först beskrevs av Fitch 1863.  Bourletiella arvalis ingår i släktet Bourletiella och familjen Bourletiellidae. Inga underarter finns listade.